# Elżbieta Jabłońska
Elżbieta Podleśna (Olsztyn, 1970) is een Poolse mensenrechtenverdedigster. Ze staat bekend als een van de veertien vrouwen die op 11 november 2017 door de politie tijdens de onafhankelijkheidsmars in Warschau werd gearresteerd. Uit protest ging ze met de andere leden van de 'Poolse Vrouwen Staking' tijdens de bijeenkomst op de grond liggen met een vlag waarop stond 'de democratie is dood'. De vrouwen spraken zich uit tegen fascisme. Dit deden ze doelbewust tijdens een van de cyclische bijeenkomsten georganiseerd door Poolse aanhangers van extreemrechts. Dat zijn de enige protesten die nog toegelaten zijn in Polen, aangezien alle protesten die commentaar zouden geven op de regering en de machtspartij PiS niet goedgekeurd worden en bijgevolg niet meer kunnen plaatsvinden.

## Poolse vrouwenprotesten
Dit was niet de eerste maal dat vrouwen opkwamen voor hun rechten in Polen. Sinds de documentaire 'Solidariteit volgens vrouwen' wil de beweging 'Poolse Vrouwen Staking' (PWC), waar Podleśna deel van uitmaakt, de grote rol die vrouwen speelden in het succes van de Solidariteitsbeweging in 1980 herstellen. De Solidariteitsbeweging trachtte de Poolse onafhankelijkheid van de Sovjet-Unie te realiseren.
In juni 2016 trokken duizenden vrouwen de straat op om tegen een verstrenging van de abortuswetgeving te strijden. De grootste opkomst georganiseerd door vrouwen in de Poolse geschiedenis zorgde ervoor dat de geplande wetgeving er uiteindelijk toch niet kwam. Opnieuw stond de PWC centraal bij deze bijeenkomst. In 2018 trachtte de Poolse regering opnieuw de abortuswetgeving te verstrengen, waardoor opnieuw een legioen aan Poolse vrouwen opkwamen voor hun rechten. Protesteren is steeds moeilijker in Polen sinds de regering het recht op protesteren in 2016 aanpaste. Telkens vooraleer een protest nu plaatsvindt, moet in principe eerst toestemming aan de overheid gevraagd worden. Die keuren voornamelijk cylcische proregeringsprotesten goed.

## Onafhankelijkheidsmars
Op 11 november 2017 kwamen tijdens de Poolse onafhankelijkheidsmars veel extreemrechtse en fascistische groepen op die vlaggen met racistische leuzes met zich mee droegen. Podleśna ging samen met dertien andere vrouwen tussenin de bijeenkomst met een groot banier op de grond liggen om de Poolse democratie te verdedigen. Eén vrouw filmde het gehele gebeuren. De omstaanders reageerden met geweld en de vrouwen werden geslagen, geschopt en bespuugd. De politie slaagde er niet in hen te beschermen.
Enkele maanden na de bijeenkomst vernamen de veertien vrouwen dat ze door de politie werden vervolgd voor 'het verstoren van een wettige bijeenkomst. Nadat Polen de wet rond protesteren in 2016 herzag, moeten alle protesten door de overheid eerst goegekeurd worden vooraleer ze mogen plaatsvinden. Negen van de vrouwen werd een boete opgelegd van 500 zlotys of ongeveer 127 euro. Dit is een unieke case. Sinds de PiS aan de macht kwam heeft het parlement al vele wetsveranderingen ingevoerd, onder andere om de politie meer bevoegdheden toe te kennen. De autoriteiten beschermen daardoor niet langer vreedzame protesteerders van extreemrechtse of nationalistische groepen. Vreedzame bijeenkomsten kunnen resulteren in arrestatie door de politie en lange rechtsprocessen. Podleśna  pleit om die wet terug aan te passen en vreedzame bijeenkomsten terug mogelijk te maken.